# Басано Романо
Баса̀но Рома̀но (на италиански: Bassano Romano) е малко градче и община в Централна Италия, провинция Витербо, регион Лацио. Разположено е на 360 m надморска височина. Населението на общината е 5049 души (към 2010 г.).